# Tokihiko Okada
Tokihiko Okada,  (岡田 時彦?, Okada Tokihiko) (Tokyo, 18 febbraio 1903 – Tokyo, 16 gennaio 1934), è stato un attore giapponese, tra i più apprezzati e popolari degli anni venti e trenta nel suo paese. A causa del suo fascino e del suo carisma oltre che per via della morte prematura è stato spesso considerato il Rodolfo Valentino giapponese.

## Biografia
Iniziò la sua carriera recitando in ruoli secondari per la Taikatsu e ben presto divenne un attore di punta, lavorando con i migliori registi giapponesi, tra cui Yasujirō Ozu e Kenji Mizoguchi. La collaborazione con Ozu fu particolarmente proficua in quanto i due realizzeranno assieme cinque pellicole.
Il ruolo interpretato maggiormente da Okada nel corso della sua carriera e che lo ha reso celebre era quello dell'uomo sensibile e romantico.
Nella sua carriera (1920-1933) ha interpretato 22 film. La figlia Mariko Okada ha seguito le orme del padre ed è diventata attrice di successo; anche lei ha lavorato con Yasujirō Ozu nei film Tardo autunno nel 1960 e Il gusto del sakè nel 1962.
È morto il 16 gennaio 1934, ad appena 30 anni e nel momento migliore della sua carriera, a causa della tubercolosi.

## Filmografia parziale
- 1927 - Jihi shincho, di Kenji Mizoguchi
- 1927 - Son'nô jôi, di Tomiyasu Ikeda
- 1928 - Kindai Cleopatra, di Shuichi Hatamoto
- 1929 - Nihon bashi, di Kenji Mizoguchi
- 1929 - Karatachi no hana, di Yutaka Abe
- 1930 - Ojōsan, di Yasujirō Ozu
- 1930 - La moglie di quella notte, di Yasujirō Ozu
- 1931 - La signorina e la barba, di Yasujirō Ozu
- 1931 - Il coro di Tokyo, di Yasujirō Ozu
- 1931 - Bijin aishu, di Yasujirō Ozu
- 1933 - Gion matsuri, di Kenji Mizoguchi
- 1933 - Taki no shiraito, di Kenji Mizoguchi, Takumei Seiryo e Seiryo Takuaki